# Marieux
Marieux település Franciaországban, Somme megyében. Lakosainak száma 130 fő (2022. január 1.). Marieux Sarton, Arquèves, Beauquesne, Raincheval, Thièvres és Vauchelles-lès-Authie községekkel határos.

## Népesség
A település népességének változása:
| Lakosok száma | 111  | 114  | 119  | 122  | 126  | 129  | 132  | 133  | 130  |
|               | 2013 | 2015 | 2016 | 2017 | 2018 | 2019 | 2020 | 2021 | 2022 |